# Cantonul Rivière-Pilote
Cantonul Rivière-Pilote este un canton din arondismentul Le Marin, Martinica, Franța.

## Comune
- Rivière-Pilote